# Felsritzungen von Sverstad
Die Felsritzungen von Sverstad liegen auf einem Friedhof in einem kleinen Park nördlich von Sandefjord in Vestfold in Norwegen.
Die Felsritzungen aus der frühen Bronzezeit liegen auf einem bemoosten Felsvorsprung und sind in Gefahr zu erodieren, daher sind Teile der Oberfläche abgedeckt worden. Basierend auf dem Design unterscheiden die Archäologen zwischen Ritzungen der Jäger und Sammler und denen der Ackerbauern wie die von Sverstad. Die sichtbaren Ritzungen bestehen aus vielen kleineren Schälchen.
Die nicht sichtbaren Ritzungen bestehen aus sechs typisch bronzezeitlichen Schiffsbildern und 127, teils sehr flachen Schälchen.
In der Nähe liegen die Felsritzungen von Haugen. Gokstadhaugen, der Fundort des Gokstadschiffes, liegt etwa einen Kilometer weiter östlich.